# 기리스테고멘
기리스테고멘(일본어: 切捨御免, 斬捨御免, きりすてごめん)이란 에도 시대 무사 계층의 특권 중 하나로 성을 가질 수 있는 권리, 칼을 찰 수 있는 권리와 함께 조닌(상공인), 햐쿠소(농민 등)의 계층에서 무사에 무례를 범할 경우 살해할 수 있는 권리이다. 이명으로 부레이우치(無礼討/무례토)라고도 한다.

## 개요
근세 일본에서 조닌(상공인), 햐쿠소(농민 등)가 무사에게 무례를 범할 경우, 무사는 이들을 살해해도 처벌 받지 아니한다. 당시 에도 막부의 율법인 《공사방어정서(公事方御定書)》 71조 추가조에 명기되어 있다.
무례한 행위에 따라 무사의 명예가 침해받을 경우 재제를 가할 수 있는 정당방위로 인식되어 있다. 이는 지배계층인 무사의 명예와 위엄을 보장해 무사를 정점으로 한 사회질서 확립이라는 관점에서 생각할 수 있다.
어디까지나 정당방위의 일환이란 인식 때문에 결과적으로 상대를 죽이는 일이 있더라도 이를 빌미로 더 이상 상대에게 물리적 경제적으로 타격을 주지는 아니한 것이 통례였다. 또, 무례한 행위와 이에 따른 기리스테고멘은 연속성이 있어, 예전 일을 들추어 기리스테고멘을 하는 행위는 처벌 대상이었다.
기리스테고멘을 한 후 무사는 신속히 관아에 신고를 해야 했고, 어떠한 사정이 있었다 하여도 사람을 죽인 책임이 중하여 20일 이상 자택에서 근신해야 했다. 또 사용된 칼은 증거품으로 잠시동안 압수되었고, 정당성을 입증받기 위해 증인도 필요했다.

## 같이 보기
- 살인면허
- 쓰지기리